# Assault Lily
Assault Lily (яп. アサルトリリィ) — японский смешанный франчайз, созданный Azone International и Acus. В его основе лежит две линейки игрушек под названиями Assault Lily и Custom Lily. Серия крутится вокруг темы, объединяющей девушек, называемых «лилиями», и их оружие под названием «шармы» в борьбе с монстрами «исполинами». Кроме этого, во франчайз входят ранобэ, театральные постановки и аниме-сериал студии Shaft под названием Assault Lily Bouquet (яп. アサルトリリィ BOUQUET Asaruto Riryi Būke), транслировавшийся с октября по декабрь 2020 года.

## Сюжет
В ближайшем будущем человечеству угрожают монстры, называемые «исполинами» (яп. ヒュージ). Весь мир объединяется, чтобы противостоять им, и разрабатывает оружие под именем «шармы» (яп. チャーム), объединяющее магию и науку. Лучше всего это оружие синхронизируется с девушками-подростками. Таких девушек называют «лилиями» и к ним относятся, как к героям. Для тренировки лилий была создана организация «Сад» с отделениями по всему миру, она стала служить убежищем для людей.
Лили Хитоцуянаги год назад была спасена одной из лилий, после чего решила стать лилией сама. Для этого она поступает в одну из лучших академий для лилий «Юригаока». Там она знакомиться с другими лилиями, включая спасшую её Юю, и учится сражаться с исполинами.

## Персонажи
- Лили Хитоцуянаги (яп. 一柳梨璃 Хитоцуянаги Рири) — обычная девушка, желающая стать лилией после того, как Юю спасла её от исполина.

Сэйю: Хикару Акао
- Юю Сирай (яп. 白井夢結 Сирай Юю) — уважаемая в академии «Юригаока» второкурсница. Всегда сражается в одиночку.

Сэйю: Юко Нацуёси

## Медиа

### Ранобэ
В рамках серии выпущено два ранобэ: первое — Assault Lily: Ichiryūtai, Shutsugeki Shimasu! (яп. アサルトリリィ～一柳隊、出撃します！～), вышедшее в июне 2015 года, второе — Assault Lily Arms (яп. アサルトリリィ アームズ) в июле 2017.

### Театральные постановки
Спектакль под название Assault Lily: League of Gardens шёл в Shinjuku Face в Токио с 9 по 15 января 2020 года. Сыгравшие героинь актрисы также занимались их озвучкой в аниме. Вторая пьеса Assault Lilly: The Fateful Gift шла в Tokyo Tatemono Brillia Hall с 3 по 13 сентября 2020 года.

### Аниме
13 октября 2019 года было объявлено о создании аниме-адаптации под названием Assault Lily Bouquet. Производством занимается компания Shaft, режиссёром выступает Сёдзи Саэки, а главным режиссёром — Хадзимэ Отани, Миэко Хосои отвечает за дизайн персонажей. Акито Мацуда пишет музыку. Raise A Suilen исполнили начальную композицию Sacred world. Hitotsuyanagi-tai (собранная из озвучивающих главные роли актёров группа) исполнила первую завершающую тему Edel Lilie в 1-4 серии, тогда как в конце 5 серии прозвучала Heart + Heart в исполнении Хикару Акао и Юко Нацуёси от имени их персонажей. Изначально премьера сериала планировалась в июле 2020 года, но из-за пандемии COVID-19, премьера прошла только 2 октября 2020 года на каналах TBS и BS-TBS. 12 серий транслировались до 25 декабря 2020 года.
Funimation лицензировала сериал и транслирует его на своем сайте в Северной Америке и Великобритании. 29 октября 2020 года Funimation объявила о том, что сериал получит англоязычный дубляж, премьера которого состоялась на следующий день.

## Критика
История не выделяется оригинальностью: команды подростков с помощью псевдо-волшебного оружия сражаются с громадными противниками. Оно напоминает сразу две другие популярные серии той же студии — Strike Witches и Puella Magi Madoka Magica, особенно последнюю, Лили и Юю даже внешне и по характерам напоминают Мадоку и Хомуру. Но ему не хватает темноты и эстетичных заигрываний Мадоки. Слабое построение мира не помогает сериалу. Персонажи соответствуют архетипам, принятым в аниме. Их характеры не выделяются, как и мотивация их действий.
Камера слишком часто фокусируется на бедрах героинь. При этом аниме хорошо выполнено визуально, обладая своим стилем, что особенно заметно в дизайне части персонажей. Сочетание юрийного пансионата для девушек с механиками псевдо-махо-сёдзё и трансформирующимся в стиле RPG оружием создаёт свой визуальный стиль, как если бы девушки из Strawberry Panic! начали убивать монстров с помощью оружия из God Eater. Боевые сцены технически выполнены крепко, сочетая и хорошо спешивая рисованную анимацию и 3D. Одни критики сочли их попросту захватывающими, полными отлично поставленных действий, другие же отметили, что бессвязность действий и музыкальное сопровождение нагоняют сон.
Аниме не скрывает свою гомоэротическую сущность. Огромное количество «лилий» в кадре уже намекает на это, героини постоянно обнимают друг друга, держатся за руки, прислоняются друг к другу, а в конце первой серии Каэдэ открыто провозглашает свою любовь к Лили. Система Шутценгель схожа сразу с похожими клятвами между героинями в Maria Watches Over Us или Strawberry Panic!. Аниме вполне можно отнести к произведениям класса S.
В общем же аниме выполняет роль рекламы линии фигурок и выполнено стильно, но пусто.

## Комментарии
1. ↑  Указана в титрах как Фуяси То, коллективный псевдоним работников студии.[2]
2. ↑  Funimation и Amazon ошибочно указывают имя как "Адзума Фуяко".
3. ↑  В программе TBS премьера сериала записана на 25:28 1 октября 2020 года, что фактически означает 1:28 2 октября.